# 记录
在计算机科學中，记录（英語：record）也稱為結構體或複合資料（compound data）是基本的数据结构，記錄是一些相关欄位的聚集，它们可由不同的資料類型組成，通常是固定的數量和序列。记录中的每个欄位或稱為元素，但可能與集合的元素概念混淆不清。在物件導向編程中，記錄的欄位也另外被稱為成員；依照慣例和具體的編程語言，多元组有可能會被認為是一個記錄，反之亦然。
譬如將日期儲存為一個記錄，則其中包含了數字的年份，以字串表示的月份和數字的日期等欄位。而人事記錄可包含姓名，薪水和職級等欄位。一個圓形的記錄可包含圓中心點和它的半徑－在這種情況下，圓中心點本身可能表示為x和y座標的點記錄。
記錄與陣列的區別在於，它們的欄位數通常是固定的，每個欄位都有一個名稱，而且每個欄位可能有不同的類型。
一個記錄型別是描述其中欄位所具有值和變量的資料類型。大多數現代計算機語言允許開發人員自由定義新的記錄型別。記錄型別的定義將會指定每個欄位的資料類型和存取它的標識符（名稱或標籤）。
記錄可以存在於任何存儲介質中，包括主記憶體和大容量存儲裝置，如磁帶或硬盤。記錄是大多數資料結構的基本組成部分，特別是鏈接的資料結構。
許多計算機檔案是以邏輯記錄的陣列組成的，通常被分組成更大的實體記錄或區塊以提高存取效率。
函數或程序的參數通常當作是一個記錄變量其中的欄位；而在呼叫該函數時，傳遞給它的參數可被視為將欄位的值指派給該記錄變量。此外，通常用於實現程序調用的呼叫堆疊中，每個登錄即是一條啟動記錄或呼叫框頁，包含了程序參數和局部變量，返回位址和其它內部欄位。
物件導向語言中的物件本質上是一個記錄，有如何處理該記錄的專用程序；而物件型別是對記錄類型的詳細描述。實際上在大多數物件導向語言中，記錄只是物件的特殊情況，並且被稱為普通舊資料結構（plain old data structures, PODS），與使用OO特徵的物件形成對比。
計算機的記錄可類比為數學的元組。相同地，記錄型別可看作是兩個或多個數學集合的笛卡爾積，或是以特定語言實作的抽象乘積型別。
在许多计算机语言中，都对结构有所定义：
- 结构体 (C语言)
- 结构体 (C++)
- 结构体 (C#)

## 關聯鍵
一條記錄可能有零個或多個關聯鍵。關聯鍵是以記錄其中一個或多個欄位的集合，來作為標識符。唯一的鍵通常被稱為主鍵，或簡稱為記錄鍵。例如，員工檔案可能包含了員工編號，姓名，部門代碼和薪資，那麼員工編號在組織中應該是唯一的，並且為主鍵。依據存儲媒介和檔案結構，員工編號可被編入索引檔，另外個別地儲存能使查詢過程加速。部門代碼或許不是唯一的，它也可能被編成索引；這樣子它會被當作是次要鍵或備用鍵。如果沒有索引，則必須依序掃描整個員工檔案，以產生特定部門的所屬員工列表。薪資領域通常不被視為可用的關鍵。索引是設計資料檔時需考量的一個因素。

## 歷史

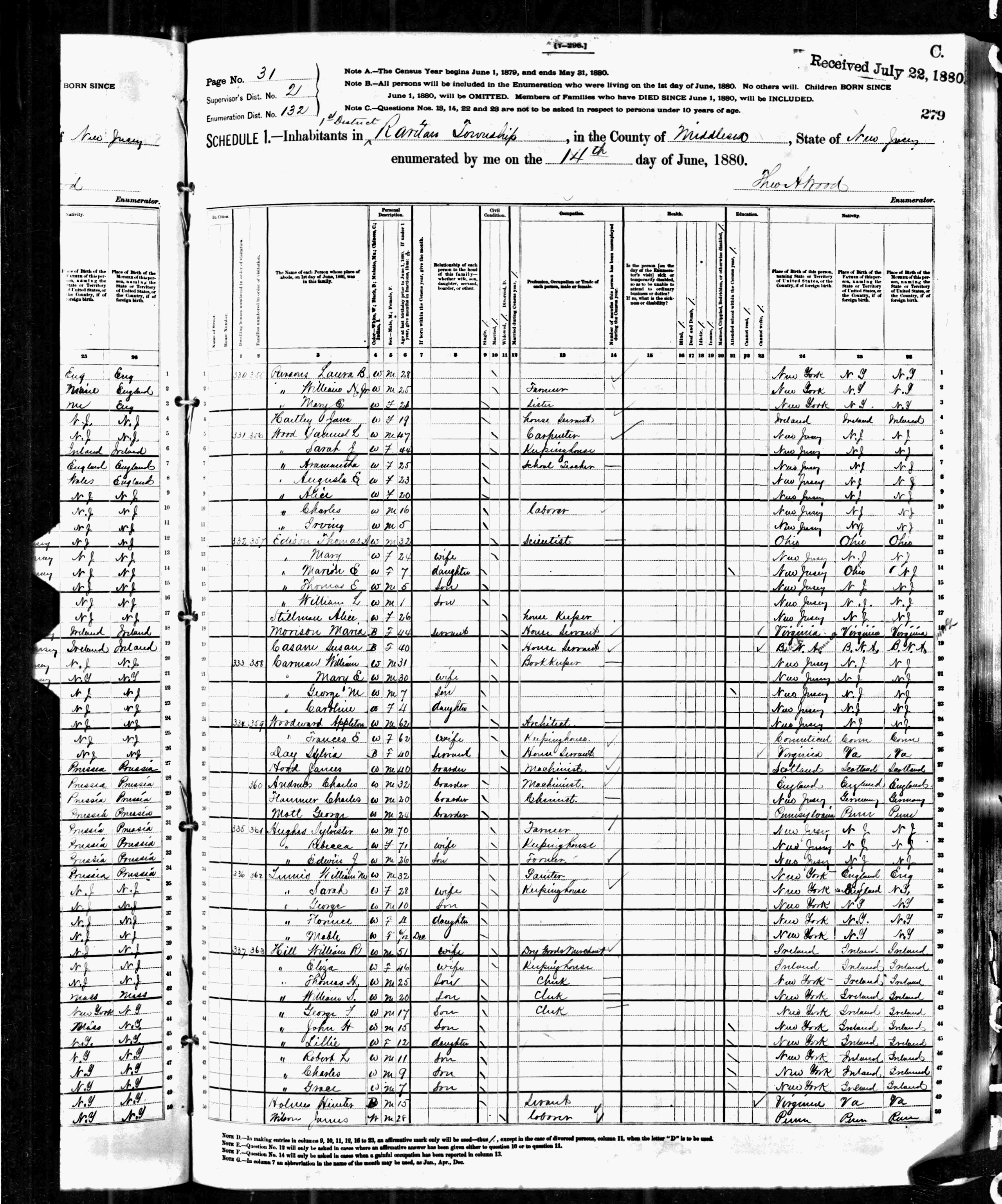
Journal sheet from 1880 United States Census, showing tabular data with rows of data, each a record corresponding to a single person.

記錄的概念可從久遠的會計使用中回溯到各種類型的表格和分類帳。現代計算機科學中的記錄形式，具有明確的類型和大小的欄位，已經隱含在19世紀機械的計算器，如巴貝奇的分析機中。

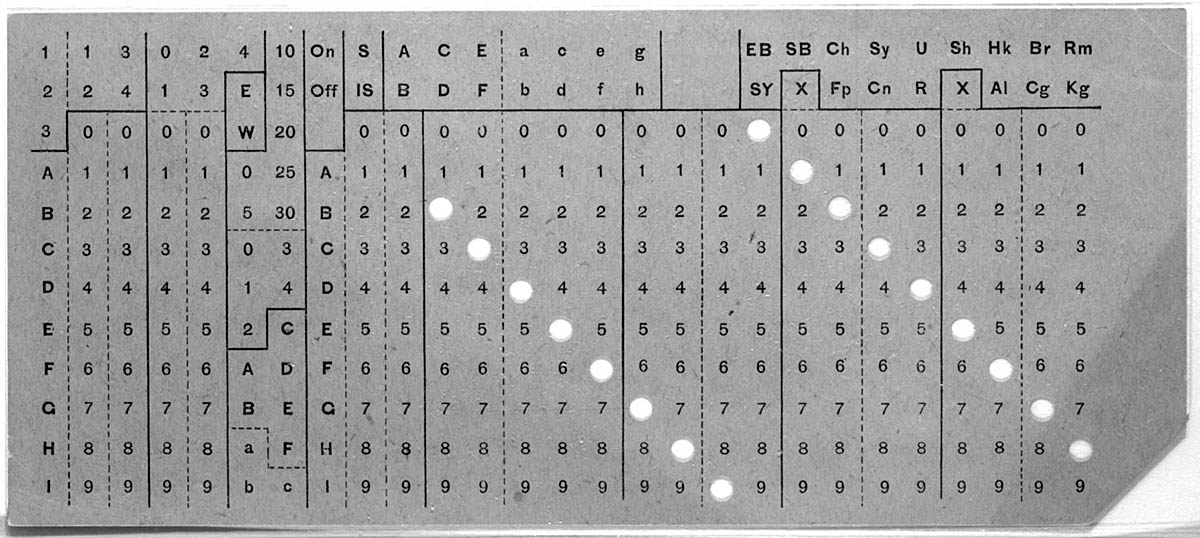
Hollerith punched card (1895)

最初用於處理資料（與控制相反）的機器可讀媒介，是在1890年美國人口普查中用於記錄的打孔卡：每張打孔卡是單個記錄。若將1895年的打孔卡與1880年的日記帳兩相比較，記錄在20世紀上半葉成熟，大多數資料處理是用打孔卡片完成的。通常資料檔的每條記錄會記錄在一張打孔卡中，特定欄分配給特定欄位。一般地，記錄是可從外部存儲裝置（例如讀卡器，磁帶或磁盤）讀取的最小單元。
大多數机器语言實現和早期組合語言沒有記錄的特殊語法，但藉由使用索引暫存器，間接定址和自修改代碼，這個概念是可用的（並廣泛被使用）。一些早期的計算機如IBM 1620，具備了對分隔記錄和欄位的硬體支援，以及複製這些記錄的特殊指令。
一些早期的檔案排序和製表工具如IBM的報告程序生成器（Report Program Generator, RPG）中，記錄和欄位是其核心概念。
COBOL是第一個支持記錄類型並廣泛使用的編程語言，其記錄定義在當時已相當複雜。它允許以任意大小和精度的英數字、整數和小數欄位，來定義巢狀記錄，並自動格式化將值指定給紀錄的欄位（例如，插入貨幣符號，小數點和數字組分隔符）。每個檔案與讀取或寫入的資料一併關聯到一個記錄變量。 COBOL 還提供了一個MOVECORRESPONDING陳述語句，根據名稱來指派兩個記錄的相對應欄位。
早期開發用於數值計算的計算機語言，如FORTRAN（到FORTRAN IV）和Algol 60，並不支援記錄類型；但這些語言的更新版本，如Fortran 77和Algol 68增加了記錄類型。最初的Lisp編程語言也缺乏記錄（除了內置的cons單元），但它的S表達式能滿足對紀錄的需求。將記錄類型與其它基本類型完全整合邏輯上一致性的型別系統，則是Pascal編程語言。
PL/I編程語言提供了COBOL格式的記錄。C編程語言最初將記錄類型（struct）當作是置於儲存區塊之上的模板概念，而並不是真實的記錄資料類型。後來C語言提供了（以typedef宣告），但這兩個概念在語言上仍然是不同的。在Pascal之後設計的大多數語言（如 Ada，Modula 和 Java）也都支援了記錄。

## 记录的操作
- 新記錄類型的宣告，包括每個欄位的位置，型別和（可能）名稱；
- 將變量和值聲明為已定義的記錄類型；
- 從給定的欄位值和（有時）欄位名稱來建構一條記錄；
- 以明確名稱來選取一條記錄的欄位；
- 將值指定給記錄變量；
- 比較兩條記錄的等同性；
- 計算記錄的標準雜湊值。

從記錄中選取一個欄位會產生一個值。
有些語言提供列舉記錄所有欄位的功能，或至少是引用的欄位。該功能需要實現某些服務，像是除錯器、垃圾收集器和序列化。它需要具備一定程度的多型。
在具有記錄子類型的系統中，記錄類型的值操作還可以包括：
- 增添新欄位到記錄，設定新欄位的值。
- 從記錄中刪除一個欄位。

在這樣的設定中，特定的記錄類型表示目前有特定的一組欄位，但是該類型的值可能包含其它欄位。因此，具有x，y和z欄位的記錄將屬於具有x和y欄位的記錄類型，以及具有x，y和r欄位的記錄。理由是將（x,y,z）記錄傳遞給某個函數，若該函數預設使用（x,y）記錄作為參數，因為該函數將在記錄中找到所需的全部欄位。實際上在編程語言中實作記錄的許多方法，若允許這樣的型別轉換會遇到麻煩，然而在理論中這個事實是記錄類型的核心特徵。

### 賦值與比較
大多數語言允許在完全相同類型的記錄之間進行指派（包括相同的欄位類型和名稱，以相同的順序）。

然而，依照語言的不同，兩個單獨定義的記錄類型，即使它們具有完全相同的欄位，也可能被視為不同類型。
在記錄之間，有些語言也允許對其中不同名稱的欄位進行指派，按照欄位在其記錄中的位置，將每個欄位值與相應的欄位變量進行對應；所以譬如有一複數的紀錄，其中有real和imag兩個欄位，則可將兩欄位值指派給有X和Y欄位，表示平面上一點的記錄變量。在這種方案中，兩個操作數仍舊要求相同的欄位類型序列。
某些語言可能也要求相對應的類型，應該具有相同的大小和編碼，以便整個記錄能被指派成不解譯的位元字串。而其它語言可能在這方面更有彈性，僅要求每個值欄位可合法地指派給相應的變量欄位；所以譬如可將短整數欄位分配給長整數欄位，反之亦然。
另外的語言（例如COBOL）可藉由名稱來匹配欄位與值，而不用位置。
以上所述的功能性質同理應用在比較兩個記錄值的等同性。某些語言也允許使用根據單一欄位的字典序來進行次序的比較（'<'和'>'）。
PL/I允許以上兩種類型的賦值，也允許結構表達式，如a = a + 1;其中“a”是一條記錄，或是在PL/I術語中所指的結構。

### ALGOL 68的欄位選取
在Algol 68中，如果Pts是一組記錄，每個都有整數字段X和Y，可以寫入Pts.Y來獲得一個整數數組，
由Pts的所有元素的Y字段組成。結果，語句Pts[3].Y:=7和Pts.Y[3]:= 7將具有相同的效果。

### PASCAL中的WITH陳述句
在Pascal編程語言中，使用with R do S的陳述將執行指令序列S，就像記錄R的所有字段都被聲明
為變量一樣。 所以不必全部寫出Pt.X := 5;  Pt.Y := Pt.X +3，而可以縮寫為 with Pt do begin X := 5;
Y := X +3 end。

## 在記憶體中的表現
記錄在記憶體中的表現取決於編程語言。通常，這些欄位會依照在記錄類型中宣告的相同順序，連續地儲存於記憶體中。這可能導致兩個或多個欄位儲存在相同的記憶體字組中；實際上，此功能經常用於系統編程以存取字組的特定位元。另一方面，大多數編譯器會添加開發人員看不見的填補欄位，以符合硬體要求的對齊限制 -比如浮點欄位必須補滿整個字組。
有些語言將記錄實作為位址指向欄位（可能的名稱和/或類型）的陣列。物件導向語言中的物件通常以相對複雜的方式實現，特別是在允許多重類別繼承的語言中。

## 自定義记录
自定義記錄是一種類型，其中包含辨別記錄類型和記錄內定位的相關資訊。它可能包含了元素的偏移量；因此，元素可用任何次序儲存或者可省略掉次序。另外在這樣類型的記錄中，具有標識符的各種元素可簡單地依任何次序，跟隨彼此。

## 範例
以下顯示記錄定義的示例：
- PL/I:  declare 1 date,
            2 year  picture '9999',
            2 month picture '99',
            2 day   picture '99';
- C:struct date {
   int year;
   int month;
   int day;
};
- Rust:struct Date {
   year: u32,
   month: u32,
   day: u32,
}